# Dok

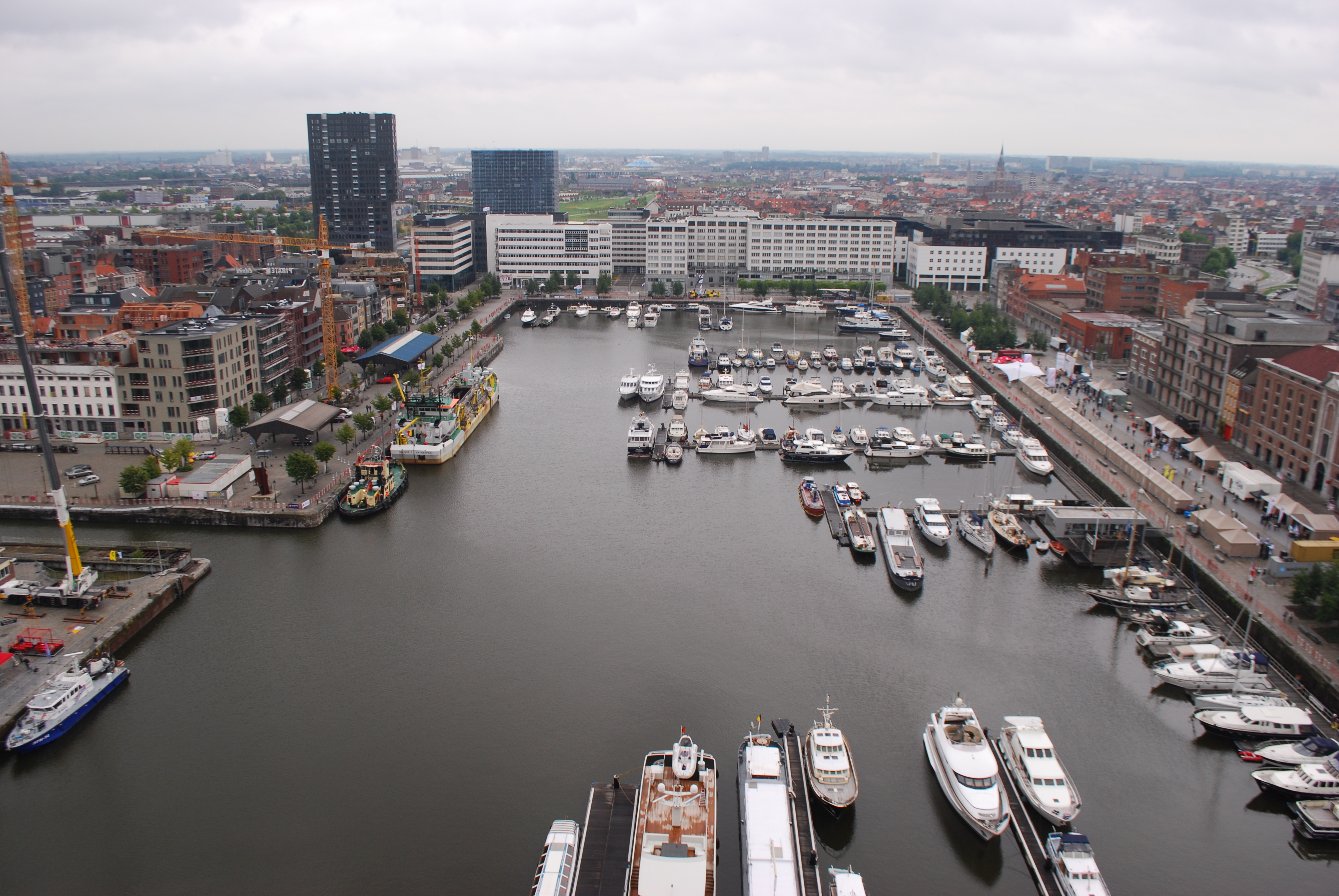
Het Willemdok in Antwerpen

Een dok is een met één of twee sluisdeuren afgesloten gegraven haven of complex van havens, waar schepen kunnen worden geladen of gelost onafhankelijk van het getij. Schepen kunnen geladen met hoog water een dok in- en uitvaren en komen met laag water niet droog te staan. 
Rotterdam dankt zijn bevoorrechte positie als havenstad aan het feit dat het grote zeeschepen kan behandelen zonder dat ze naar een dok hoeven worden geschut. Bekende havensteden met dokken zijn Antwerpen en Londen. 